# 幾春別岳
幾春別岳（いくしゅんべつだけ）は、北海道の三笠市と芦別市と夕張市の3市にまたがる標高1,068mの山である。山頂部には二等三角点「幾春別岳」が設置されている。

## 概要
夕張山地の主稜線上中央部にあるポントナシベツ岳から西に伸びる支稜線上にシューパロ岳を経て連なる。三笠市の最高峰であり、3つの市にまたがる山は北海道では非常に珍しく、他は札幌市・千歳市・恵庭市にまたがる漁岳のみである。なお三角点がある峰は最高点から少し南東にずれたところにあり標高は1,062.5mでやや低くなっている。
山名は幾春別川に由来するものの源頭は幾春別岳ではなく幌向岳である。アイヌ語の「イ・クシ・ウン・ペット（彼方の川）」が語源とされ、かつては「郁春別」とも表記された。

## 登山
登山道は存在しないため主に残雪期に登られる。奥桂沢林道左股沢線を進むが崩壊箇所が多く車両は通行不可、徒歩で行く際も滑落には注意が必要である。左股沢林道を経て稜線へ登るとそこからは稜線伝いに山頂を目指すことになるが時期によっては藪漕ぎを強いられる。